# Щебетун, Алексей Владимирович
Алексей Владимирович Щебетун (укр. Олексій Володимирович Щебетун; род. 2 июня 1997, Запорожье) — украинский футболист, нападающий молдавского клуба «Зимбру».

## Клубная карьера
Футболом начал заниматься в Запорожье в детской школе местного «Металлурга». Первый тренер — Сеновалов, Николай Николаевич. Со второй половины сезона 2012/13 находился в академии «Динамо». В ДЮФЛ выступал за «Металлург» и киевское «Динамо».
В начале 2013 года был включен в заявку «Динамо». В чемпионате юношеских команд U-19 дебютировал 18 марта 2014 в матче с донецким «Шахтером» (1:1). В чемпионате молодёжных команд U-21 дебютировал 1 ноября 2014 в матче против «Днепра» (2:0).
В сезоне 2014/15 Щебетун стал лучшим бомбардиром как в динамовской команде U-19 (8 голов в 15 матчах), так и U-21 (10 голов в 14 играх). Оба коллектива финишировали в своих первенствах вторыми. В сезонах 2015/16 и 2016/17 с командой U-21 становился молодёжным чемпионом Украины.
В июле 2017 года на правах аренды перешёл в каменскую «Сталь». Дебютировал на взрослом уровне 16 июля 2017 года в матче первого тура Премьер-лиги против луганской «Зари» (1:0), выйдя в стартовом составе и на 63 минуте был заменен на Гора Малакяна.

## Карьера в сборной
С 2014 года привлекался в ряды юношеских сборных Украины, а с 2016 года стал выступать за молодёжную сборную.